# Братилово (Костромская область)
Братилово — упразднённая деревня в Сусанинском районе Костромской области России. Входила в состав Буяковского сельского поселения. Упразднена в 2024 году.

## География
Деревня расположена в западной части Костромской области, в подзоне южной тайги, на правом берегу реки Вольницы, к западу от автодороги 34К-244, на расстоянии приблизительно 8 километров (по прямой) к западу от посёлка городского типа Сусанино, административного центра района. Абсолютная высота — 125 метров над уровнем моря.

### Климат
Климат характеризуется как умеренно континентальный, с продолжительной холодной зимой и коротким сравнительно тёплым летом. Среднегодовая температура воздуха — 2,6 °C. Средняя температура воздуха самого холодного месяца (января) — −12 °C; самого тёплого месяца (июля) — 18 °C. Продолжительность периода активной вегетации растений (выше 10 °C) составляет примерно 127 дней. Годовое количество атмосферных осадков — 610 мм, из которых большая часть выпадает в тёплый период.

## Население
| 2008 | 2010 | 2014 |
| ---- | ---- | ---- |
| 0    | →0   | →0   |